# Festa degli insegnanti
La festa degli insegnanti è una festività laica celebrata in molti Stati del mondo tesa ad incentivare l'apprezzamento nei confronti degli insegnanti e può includere manifestazioni in onore dei loro contributi in una particolare comunità. La data in cui si celebra questa giornata è variabile; la giornata mondiale degli insegnanti, che ricorre in tutto il mondo, si celebra il 5 ottobre di ogni anno a partire dal 1994.

## Festeggiamenti nei vari paesi
L'idea della festa degli insegnanti è nata nel XX secolo e nella maggior parte dei casi è un modo per lodare l'educazione di queste figure o i particolari meriti in una materia di istruzione.
A tal proposito, per esempio, l'Argentina commemora la festa l'11 settembre, giorno della morte di Domingo Faustino Sarmiento, politico particolarmente apprezzato per il suo lavoro nello sviluppo dell'istruzione pubblica.
In molti Paesi, tra cui Azerbaigian,  Italia, Bulgaria, Camerun, Germania, Lituania, Paesi Bassi, Russia, Romania, Serbia e Regno Unito, la festa si celebra il 5 ottobre, in concomitanza con la giornata mondiale dell'insegnante. Undici nazioni, tutte appartenenti al mondo arabo (Marocco, Algeria, Tunisia, Libia, Egitto, Giordania, Arabia Saudita, Yemen, Bahrain, Emirati Arabi Uniti e Oman) festeggiano la ricorrenza il 28 febbraio. In India si celebra il 5 settembre, giorno di nascita di Sarvepalli Radhakrishnan. In Australia ricorre l'ultimo giovedì di ottobre; in Cina il 10 settembre; a Taiwan il 28 settembre, per commemorare la nascita di Confucio; in Colombia, Corea del Sud e Messico il 15 maggio; in Spagna il 29 gennaio; in Polonia il 14 ottobre; Repubblica Ceca e Slovacchia celebrano il 28 marzo (giorno della nascita di Jan Ámos Komenský); in Brasile il 15 ottobre; il 7 marzo in Albania, essendo la prima scuola nata il 7 marzo 1887.